# Firmicus Maternus
Julius Firmicus Maternus (300 körül – 350 után) Szicíliában született, szenátori rangú, kereszténnyé vált pogány író, egyházatya. Két jelentős műve maradt fenn: az Asztrológia nyolc könyvben és A pogány vallások tévelygéséről. A Holdon az ő nevét viseli a Firmicus kráter.

## Élete
Életéről csak annyit tudunk, amennyit művében elárul magáról: vir clarissimusnak mondja magát, illetve a szicíliai 
Arkhimédészt egy helyen saját városának polgárának nevezi, emiatt valószínűleg Szürakuszaiból származott. Bevallása szerint egy ideig közügyekkel foglalkozott, talán ügyvéd volt, de egy idő után felhagyott ezzel a tevékenységgel. Közeli barátja lehetett az Ammianus Marcellinus által is említett Egnatius Lollianus Mavortius, a 337. év consul suffectus – neki ajánlja Asztrológiáját.

## Művei

### Asztrológia
Az „Asztrológia”, vagy más néven „Az asztrológia kézikönyve nyolc könyvben” 334 és 337 között keletkezett. A mű jól mutatja, hogy az ókori felfogás középpontjában az asztrológia, vagy annak elutasítása állt. Maga Szent Ágoston is ír arról, hogy megkísértette őt az asztrológia és a csillagjóslás. Firmicus nem kiemelkedő jelentőségű gondolkodó, mégis szükségesnek érezte, hogy korábbi szerzőkből összeollózzon barátja számára egy kézikönyvet, melyben többször hangsúlyozta, hogy a csillagok állása igenis hatással van az emberek életére. Külön fejezeteket szentel Karneadész filozófus asztrológia-ellenes tanainak megcáfolására, illetve maga is összeállított a műben egy horoszkópot Caeionius Rufinus Albinus számára. Maternus egészen odáig megy, hogy számára az asztrológus hivatása egyenlő a legszentebb papi hivatással, és mintegy megfogalmazza e hivatás hippokratészi esküjét is. A mű forrásai között megtalálható Ptolemaiosz Tetrabüblosz, Hermész Triszmegisztosz valamint Manilius. Jelentőségét az adja, hogy az egyik legteljesebben fennmaradt ókori asztrológiai kézikönyv. 1501-ben fedezte föl és adta ki Aldus Manutius.

### A pogány vallások tévelygéseiről
Amennyire vallásosan hitt az Asztrológia Firmicusa a csillagképek hatalmában, ugyanolyan harcosan támadja a már kereszténnyé lett Firmicus a pogány vallások tévelygéseit. A mű már nem az ókeresztény apológia, azaz védőbeszéd stílusában íródott, hanem harcos pamflet. Maternus a legnagyobb veszélyt a kereszténységre a misztériumvallásokban látja, emiatt viszonylag hosszasan értekezik róluk – emiatt jelentősége a misztériumvallások megismerésében elsőrangú. Harciassága ellenére a latin irodalom történetében szinte senki nem hivatkozott rá. Maga a mű 347 és 350 között keletkezett és az akkor uralkodó császárokat, II. Constantiust és Constanst szólítja föl, hogy égessék föl a pogány szentélyeket.
A két mű olyannyira különbözik egymástól felfogásában, hogy a XVIII. századig két különálló Firmicus Maternust tételeztek föl. A művek eltérő jellegére sok magyarázat született. Adamik Tamás szerint Firmicus félelemből tért meg és lett neofita, ezzel szemben Bollók János azt írja, hogy Firmicus életpályája tipikusnak mondható a szellemi megújulást kereső IV–V. században.

### Magyarul megjelent művei
- Asztrológia / A pogány vallások tévelygéséről; ford.: Bollók János; Helikon, Budapest, 1984 (Prométheusz könyvek) ISBN 9632078276, 169 p.